# Nowiny (osada leśna w powiecie żnińskim)
Nowiny – osada leśna w Polsce położona w województwie kujawsko-pomorskim, w powiecie żnińskim, w gminie Żnin.
W latach 1975–1998 miejscowość administracyjnie należała do województwa bydgoskiego.